# Universidad Adventista de las Antillas
Antillean University (en español: Universidad de las Antillas) es una universidad privada Adventista del Séptimo Día en Mayagüez, Puerto Rico. Es parte del sistema educativo de la Iglesia Adventista del Séptimo Día, el segundo sistema escolar cristiano más grande del mundo.
La universidad surgió desde la fusión de dos instituciones educativas en Puerto Rico y Cuba: el Colegio Adventista Puertorriqueño (CAP) establecido en 1957 (cuando se trasladó a una nueva escuela residencial en Mayagüez el nivel secundario del "Puerto Rico Adventist Academy" fundado originalmente en 1946 en Santurce como la primera escuela completa primaria y secundaria de la Iglesia Adventista del Séptimo Día en Puerto Rico), y el Colegio de las Antillas que fue movido a Puerto Rico a raíz de la Revolución Cubana. En mayo de 1961 el Colegio Adventista Puertorriqueño recibió autorización para ofrecer los programas a nivel universitario que se habían ofrecido en el Colegio de las Antillas en Santa Clara, Cuba. En septiembre de 1961 se cambia al nombre de Colegio Antillano de Puerto Rico y en marzo de 1962, el nombre le fue cambiado por el de Antillean College (AC). El 18 de agosto de 1989, el Consejo de Educación Superior de Puerto Rico le autorizó el nuevo nombre de Universidad Adventista de las Antillas acreditando sus programas de educación subgraduada al nivel de bachillerato universitario. Desde el 18 de noviembre del 2021 la Universidad Adventista de las Antillas pasó a llamarse Antillean University.
La universidad es patrocinada y pertenece a la Iglesia Adventista del Séptimo Día, y está ubicada dentro de 284 acres (1.1 km²) de tierra montañosa con una vista del Océano Atlántico. La UAA ofrece estudios subgraduados en artes y ciencias, y estudios graduados en artes.

## Historia hasta 1961
La Universidad Adventista de las Antillas tiene sus raíces en la Cuba de inicios de los 1900s. Después de un primer intento de instituto educativo en 1911 en la Provincia de Pinar del Río, la primera escuela adventista secundaria cubana fue establecida en 1923 como el "Colegio Adventista Industrial" en Bartle, Oriente, Cuba. En 1937 se le cambia el nombre a "Colegio de las Antillas" y para 1939, la División Interamericana de los Adventistas del Séptimo Día decidió mover el campus desde Bartle, Provincia de Oriente a Santa Clara y mejorar la institución al nivel de instituto vocacional (colegio de dos años o junior college). En 1956 la Conferencia General (General Conference) le autoriza la otorgación de licenciaturas (colegio de cuatro años) en Teología y Educación Primaria. En aquel entonces, fue la única institución educativa en la Unión Antillana que ofreció cursos de nivel secundario y luego universitario en Español sobre los grados de primaria. Para ese tiempo, la Unión Antillana de los Adventistas del Séptimo Día incluía a las Bahamas, Cuba, Puerto Rico, Haití, y Jamaica.

### Fundación y Desarrollo del Colegio Adventista Puertorriqueño
El sueño del liderato de la Iglesia Adventista del Séptimo Día en Puerto Rico era tener una academia secundaria con internado y que pudiera ser el preámbulo de un centro educativo para preparar obreros para la isla. El 14 de julio de 1955 la Junta Directiva de la Asociación Puertorriqueña acordó vender una finca que tenían en el Sector Juan Martín del Bo. Yahuecas en Fajardo. El producto de la venta se utilizaría para comprar un sitio apropiado para edificar un colegio en Puerto Rico. Pocos meses más tarde se informó haber encontrado unos terrenos en Lajas y se solicitó permiso a la Unión Antillana para comprarlo.  
En diciembre de 1956, la Junta nombra una comisión para estudiar la compra de la finca para el proyectado Colegio. La integraron: Donovan Olson, Juan Rodríguez, Raúl Villanueva, Víctor Díaz Castro, B. L. Jacobs, C. L. Powers, y R. W. Prince. Para marzo de 1957 ya tenían un informe de la Junta. La decisión fue comprar una finca en Mayagüez por $36, 212.00. El cambio de ubicación de Lajas a Mayagüez se debió al interés del Dr. William C. Dunscombe de que esta institución estuviera cerca del Hospital Bella Vista para que de esa forma, los estudiantes pudieran trabajar allí y pagarse sus estudios.  
Pocos días más tarde se firmaba la escritura, ante el Lic. Ildefonso Freyre. Ese día, 5 de abril de 1957, comparecieron los esposos José Concepción López y doña Ramona Gómez, vecinos de Cabo Rojo y, por la Conferencia General de los Adventistas del Séptimo Día, el Pastor Víctor Díaz Castro, quien era el Secretario-Tesorero de la Asociación Puertorriqueña. La compra inicial fue de 245 cuerdas, que incluía siembras de café, árboles frutales y guineos, una casa de madera cubierta de zinc, dedicada a la vivienda. Esta finca se conocía como “Hacienda La Rosita”. Más tarde se adquirió otro terreno perteneciente a la familia Olán, hasta llegar a 280 cuerdas.   
El sueño de tener una escuela secundaria adventista con internado en Puerto Rico comenzaba a hacerse realidad. El 10 de abril de 1957 la Junta de la Asociación tomó la decisión de eliminar los grados de 7.º a 12.º en la Academia Metropolitana de Santurce, con el propósito de que se trasladaran a la nueva institución en Mayagüez. El Profesor Olson fue relevado de la dirección de la Academia Metropolitana para que se dedicara a buscar fondos, reclutar alumnos y trabajar en el desarrollo de la planta física del nuevo colegio. También empezaron a reclutar a los maestros. El Prof. Fernando Cardona, que enseñaba Ciencias y Matemáticas en Santurce, pasó a Mayagüez. También llamaron al Pastor Wesley Taylor y su esposa Jesse, para la enseñanza de Biblia y de inglés. Franco Vega fue invitado a ser preceptor y maestro de Historia, mientras su esposa ayudaba en la cocina y la lavandería. La esposa de Olson estaría encargada de la cocina. Gerardo Barón se encargaría del trabajo en la finca. Más tarde se les unió el Prof. Gilberto B. Harper como Tesorero. En ese primer grupo de obreros también se reclutó a la experimentada directora de la Academia de Aguadilla, Elercia Jorge de Pérez, para enseñar Español y dirigir el coro.  
Pronto se iniciaron los trabajos para acomodar a los alumnos. Se invitó a los miembros de las iglesias de Puerto Rico para que dieran una ofrenda especial para este proyecto. La Finca La Rosita tenía una casa de madera en donde se hospedaba la familia Olson, junto con las muchachas. Lo primero que se hizo fue levantar dos edificios de madera, zinc y alambre. El primero sería el dormitorio para los varones, mientras que el otro serviría para clases, comedor y sitio de culto. Los demás empleados vivían en casas cercanas al Colegio. Fueron inicios muy difíciles, pero alumnos y profesores los emprendieron con entusiasmo.  
Por fin llegó el día de iniciar las clases en el Colegio Adventista Puertorriqueño en septiembre de 1957, con 74 alumnos, repartidos de la siguiente manera: nueve en 7.º, diez en 8.º, trece en 9.º, dieciséis en 10.º, nueve en 11.º y cuatro en 12.º. Llegaron estudiantes de diferentes pueblos de Puerto Rico. Desde San Sebastián llegó el joven Héctor Hernández, motivado por el Pastor Fernando Cardona. Fue el octavo en llegar y, enseguida, se unió en el trabajo de la construcción de los edificios de madera. Entre los que llegaron desde la Academia Metropolitana de Santurce, se encuentran Santiago Rodríguez y Modesto Urdaz, hijo, quien se convirtió en el primer presidente de la Clase Graduanda. A pesar de las limitaciones, los estudiantes se gozaban de esta nueva experiencia. A principios de enero de 1958 fue organizada la Iglesia del Colegio Adventista Puertorriqueño, con los profesores, estudiantes y representantes de la Asociación Puertorriqueña. 
Gracias a la cooperación de las iglesias de Puerto Rico, se consiguieron los fondos para iniciar la construcción en el tope de la primera montaña. La primera obra fue la casa del director, que en un momento dado llegó a acomodar a cincuenta personas. Además de los Olson, que eran seis, se acomodaron profesores Harper y Lund con sus familias; además de 35 señoritas en camas de tres niveles. Luego de la casa del director, se edificó el dormitorio de señoritas, durante la segunda mitad del año 1958, a un costo estimado de $40,000. En marzo de 1959 se construyó el primer puente sobre el Río Yagüez y se pavimentó el camino hacia la cima de la montaña, gracias a donativos recibidos de la Asociación Puertorriqueña, del doctor Dunscombe, y de don Luis A. Ferré, entre otros amigos de la institución.  
Al terminar la construcción del edificio de administración y sus aulas escolares en 1959 (hoy Edificio Central), se aprovechó para organizar algunas empresas del Colegio en los antiguos edificios de madera. Se comenzó la imprenta, con dos prensas, que pasó a ocupar el lugar de la cocina. La imprenta se inició al comprarle al pastor Víctor Díaz Castro un equipo de imprenta por $600, aportados por la Asociación. Meses más tarde, se pasó una invitación al joven Pepito Hernández, quien estudiaba en el Colegio de las Antillas en Cuba, para que terminara su secundaria en Puerto Rico, mientras dirigía la imprenta.  
El pastor Juan Rodríguez regresó a su posición como Director de Jóvenes al ser nombrado Gilberto B. Harper como nuevo director del Colegio. El pastor Eliezer Meléndez fue nombrado para ser el preceptor del Colegio. A principios de 1960 había cincuenta jóvenes que vivían todavía en el edificio de abajo, por lo cual los directivos acordaron iniciar la construcción del dormitorio de varones. Una parte de la Ofrenda del Decimotercer Sábado en el último trimestre de ese año fue destinada a ese propósito. Mientras tanto, los salones de clases sirvieron para hacer cuatro apartamentos para alumnos casados. Nuevos salones y laboratorios se levantaron contiguo a las oficinas administrativas.  
Al iniciarse el año escolar de 1960-61 se matricularon 120 alumnos en el CAP. El progreso era evidente. Había un desarrollo continuo de la planta física y académica. La administración de la Asociación, así como las iglesias de Puerto Rico apoyaban con sus ofrendas a su Colegio. La visión era de tener, en algún momento, la enseñanza de nivel universitario, lo que eventualmente se haría realidad con el posterior traslado del Colegio de las Antillas desde Cuba a las facilidades del CAP en Mayagüez. 
Luego de 28 años ininterrumpidos de haber operado el programa de Escuela Secundaria que se había iniciado en 1957 en el campus del Colegio Adventista Puertorriqueño (CAP), la Asociación Adventista del Oeste inauguró las nuevas facilidades para los grados secundarios en la Academia Adventista del Oeste, contiguas a sus oficinas en el Barrio El Maní de Mayagüez, el 8 de septiembre de 1985. Se concluía así la presencia de la Escuela Secundaria en los terrenos del ahora Antillean College.  

### La Batalla de Santa Clara
La batalla decisiva de la Revolución Cubana en Santa Clara en diciembre de 1958, tuvo lugar a pocas millas del Colegio de las Antillas. Walter J. Brown, entonces presidente del colegio, proporcionó un relato como testigo presencial para el Review and Herald (la principal revista de los Adventistas del Séptimo Día). La batalla tuvo lugar en los últimos días de diciembre de 1958. Los bombardeos habían destruido las rutas de transporte causando que doscientos alumnos del Colegio Antillano permanecieran dentro del campus durante la temporada navideña. Enfrente al otro lado de la Carretera Central estaba la Universidad Central de Las Villas.
El sábado, 27 de diciembre, el colegio adventista canceló todas sus actividades fuera del campus. Se hicieron oraciones especiales para protección y por el retorno  de la paz a la nación. Alrededor de la medianoche del sábado, dos barbudos de la columna de Ernesto (Che) Guevara fueron asignados para cuidar el edificio del colegio adventista. Otros barbudos habían tomado la universidad ubicada enfrente al otro lado de la carretera donde habían sido ubicados los guardias. Los jóvenes del colegio vinieron para ver a estos famosos "hombres de la Sierra Maestra" (guajiros). Los dos barbudos armados estaban muy cansados, aunque todavía confiados en su causa. Pronto descubrieron que los jóvenes colegiales no eran hostiles a ellos. Charles R. Taylor (profesor del departamento de Teología), les consiguió una bolsa de dormir. Los dos soldados se turnaron para tomar un sueño en la bolsa de dormir. Los jóvenes colegiales fueron a la entrada del Colegio Antillano. Allí encontraron un gran número de miembros del Ejército Rebelde que estaban cansados y hambrientos pero eran amistosos. Entonces se les ofreció a ellos leche fría de la vaquería del colegio, a lo que los rebeldes expresaron su agradecimiento. 

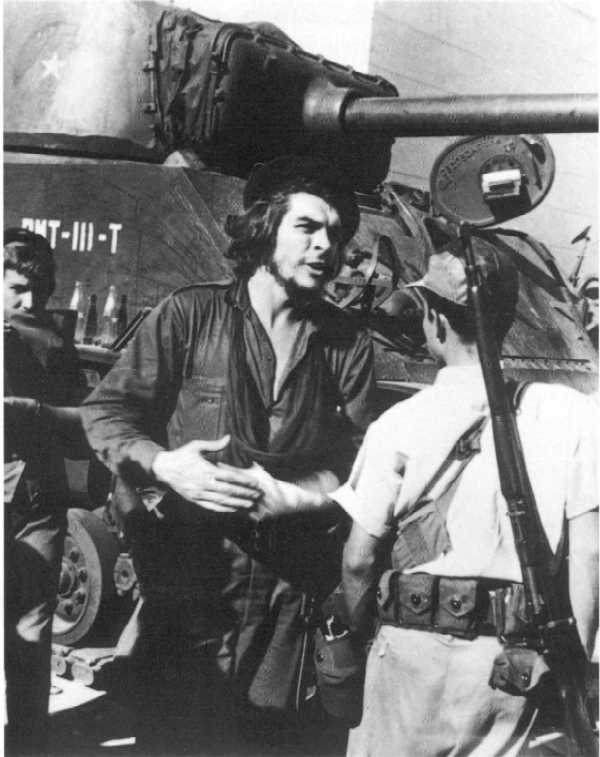
Che Guevara, después de la batalla de Santa Clara, 1 de enero de 1959

Siguió narrando el Sr. Brown, "caminamos hasta el campus de la universidad y allí encontramos al comandante, Dr. Ernesto (Che) Guevara (quién anteriormente había hecho amistad con los Adventistas), con un ayudante mirando sobre el mapa de la ciudad. Pronto se levantó y habló con nosotros, solicitando que el colegio  proporcionara comida para doctores, enfermeras, y a otros que estarían llegando durante los próximos días. Cuando le indicamos que teníamos un problema en obtener leche y comida, él indicó que nosotros estábamos ahora en el Territorio Libre de Cuba, y que los soldados rebeldes se asegurarían que recibiéramos todo aquello que fuera necesario... Al mediodía de aquel primer día, aproximadamente cien hombres entraron al colegio para cenar. La Señora Pena, nuestra matrona suplente, los sentó en las mesas. Entonces ella les explicó el procedimiento en nuestra cafetería, añadiendo que es nuestra costumbre siempre pedirle a Dios que bendijera los alimentos antes de que empezáramos a comer. Ella le pidió al Sr. Santos, nuestro gerente de la fábrica de alimentos, para que orara. Cuando él empezó a orar, los rebeldes, quienes ya se habían sentando, se pusieron en pie, mirando en dirección hacia el Señor Santos, y permanecieron en completo silencio durante la oración."
El miércoles, 31 de diciembre, la batalla llegó hasta el Colegio Antillano. Miraron a un bombardero volando raso sobre la universidad y oyeron un avión dirigirse hacia el colegio, el cual dejó caer su bomba en terrenos del Colegio Antillano. Durante poco más de una hora unos aviones ametrallaron en el campus. Las chicas, varios profesores, y los rebeldes que habían estado comiendo en el comedor del colegio, corrieron encontrando protección en la lavandería localizada en el sótano del dormitorio de señoritas. Los chicos huyeron a los cuartos de duchas en el sótano de su dormitorio. Los profesores y las familias de casados se escondieron en el piso más bajo del nuevo edificio industrial. Todavía otro alumnado y miembros de facultad, junto con algunos rebeldes, abarrotaron los pasillos bajo el piso de concreto reforzado de la biblioteca nueva.
El gerente de granja estaba montado a caballo trayendo las vacas para ordeñarlas. Un avión pasó después de él. Su ayudante y un estudiante estaban fuera arando en el campo. Debido al ruido de su tractor no se dieron cuenta de que estaban siendo ametrallados aun después que el avión había rugido. El Profesor Taylor estaba haciendo sus devociones privadas en un jardín de bambúes cuándo el vio un avión dirigirse hacia él. Saltó a una cuneta cercana. Cuándo el avión persistió en su empeño, el nadó el riachuelo curso arriba, dejando solo su cabeza encima del agua, y así permaneció hasta que el tiroteo terminó. Todo el mundo oró. No hubo daños entre las personas, ni entre los animales. Aquella noche el gobierno cayó y Castro triunfó. Los doctores y las tropas rebeldes estaban todavía con ellos el jueves, 1 de enero de 1959. Ciento ochenta comieron la cena con ellos esa noche.
Unos cuantos días más tarde, el coro del Colegio Antillano participó en una celebración en la universidad al otro lado de la carretera. El Che Guevara vino y el nuevo primer ministro, Fidel Castro, también estuvo en la audiencia.

### El traslado a Puerto Rico
En el día de Año Nuevo de 1959, parecería que el Colegio Antillano sería capaz de continuar con su programa en Cuba dado que el nuevo liderazgo cubano le dejó operar sin restricciones. Después del año académico 1960 – 61 no se ofrecieron clases universitarias en el campus de Santa Clara debido a la dificultad en retener profesores preparados en Cuba, y de traer a otros alumnos de habla española de otros países de la División Interamericana. Para el año académico 1961–1962, el Colegio de las Antillas tuvo dos campus; uno en Cuba, el otro en Puerto Rico. El campus puertorriqueño experimentó un rápido crecimiento cuando el flujo de estudiantes para el nuevo año escolar nuevo fue cambiado al Colegio Adventista Puertorriqueño en Mayagüez, dejando el Colegio adventista cubano funcionando a nivel de colegio secundario. Aun así, tres años después que todas las otras instituciones religiosas habían sido cerradas o severamente restringidas, el nuevo gobierno cubano cerró este colegio el 15 de diciembre de 1961. Al ser los cursos universitarios ofrecidos en el nuevo campus en el hasta entonces Colegio Adventista Puertorriqueño, se hizo un traslado completo del Colegio Antillano a Puerto Rico.

## Historia desde 1961

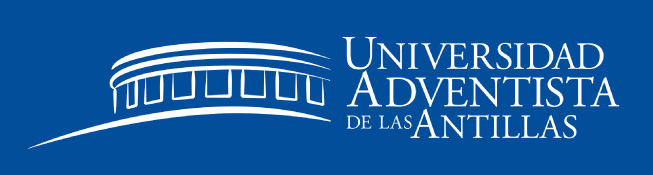
Logo de la UAA usado entre 1989 al 2021

Al comenzar el Antillean College en el 1961, se ofrecieron tres programas conducentes al Grado Asociado en Artes (colegio de dos años): Instructor Bíblico, Secretarial y Comercial. También se ofrecieron tres programas conducentes al Grado de Bachillerato en Artes (colegio de cuatro años): Ministerial, Educación Primaria y Educación Secundaria. Se establece la afiliación con el Unión College de Lincoln, Nebraska, Estados Unidos, para los primeros dos años de educación. Desde entonces se inició un esfuerzo para conseguir la acreditación de las entidades correspondientes en Puerto Rico y Estados Unidos. 
El 7 de febrero de 1963 se recibió el permiso para operar bajo las leyes del Estado Libre Asociado de Puerto Rico y se dio inicio a un plan para mejorar la preparación académica de los miembros de la facultad, ayudándoles a obtener los grados de maestría y doctorado. Para el 1968 se registró que el Prof. José Pacheco terminaba un doctorado en California, al igual que el Prof. Israel Recio, que estaba en vías de lograrlo. Por su parte, los profesores Raquel Ocasio, Fanny López, Domingo Mena, Guillermo Feliciano y Nilda Harper, alcanzaban el grado de Maestría. 
Todo el esfuerzo por mejorar la planta física y la preparación de los profesores, tenía como objetivo cumplir con los requisitos de la Middle States Association y lograr el reconocimiento del Consejo de Educación de Puerto Rico. El proceso para obtener la acreditación con el Consejo de Educación de Puerto Rico comenzó al entregar el auto-estudio con la solicitud en 1969. La visita de evaluación se realizó en noviembre de 1970 y, para abril de 1971, se recibió la acreditación del programa de Educación Elemental. 
El programa de Enfermería se había iniciado, primeramente en el Hospital Bella Vista, en agosto de 1965 por gestión de la enfermera misionera Barbara McDonald. El curso duraría unos tres años y, al final, debían certificarse por la Junta Examinadora de Enfermería de Puerto Rico, para recibir el título de Enfermera Registrada (R.N.). La primera clase graduanda de Enfermería estuvo compuesta por diez alumnas en el 1968. Pero, al momento de presentar el examen, se presentó un problema. El examen lo ofrecían en sábado. Ante la solicitud de que se concediera en otro día, la petición fue negada. Luego de mucha oración y de hacer todas las gestiones pertinentes, por fin, lo aprobaron otorgar fuera de sábado. Luego, se creyó conveniente asociar la Escuela de Enfermería del Hospital Bella Vista con el Antillean College. En el 1972 se logró la autorización y la acreditación del Grado Asociado en Ciencias en Enfermería. Al año siguiente concluyó el programa, que por varios años tenía el Hospital, y que logró graduar un total de 69 enfermeras. 

### En búsqueda de la acreditación como Universidad
En el 1972 se solicitó la acreditación a la Middle States Association y le fue conferido el estatus de “Candidato a la Acreditación” por seis años. Durante ese tiempo la institución se lanzó a un trabajo intenso para fortalecer el personal docente, la expansión de la biblioteca y desarrollar un plan sólido en lo relativo a lo académico, físico y económico. 
Con todos los ajustes necesarios, el Antillean College se preparó para su prueba de fuego. En noviembre de 1977 llegó la comisión evaluadora del Consejo de Educación Superior de Puerto Rico (CES); en febrero de 1978, llegó la comisión evaluadora de la Middle States Association (MSA) y, finalmente, llegó la comisión de la Junta de Regentes de la Asociación General de los Adventistas del Séptimo Día del 1 al 3 de marzo de ese año. Tres grandes evaluaciones con pocos meses de diferencia.
A principios de abril de 1978 llegó el primer informe del CES, concediéndole la acreditación completa. Días más tarde, llegó el segundo informe de parte de la Asociación General, aprobando los programas del Colegio. Finalmente, en junio, llegó el último informe de la MSA, con la buena noticia de la acreditación. Durante ese período servía como Rector del Antillean College el Dr. Israel Recio, primer egresado en llegar a ocupar tan honrosa posición, graduado en 1964. 
En 1974 se lanzó el desafío de establecer una panadería comercial en el Colegio. La misma se ubicó en las antiguas facilidades de la imprenta, ya que esta fue reubicada en la planta baja del gimnasio. Por varios años se distribuyó  un pan muy delicioso, así como otros productos horneados, los cuales fueron la delicia del público que los compraba en toda la región oeste de Puerto Rico. Por razones de las fuerzas del mercado, la misma fue cerrada a fines de la década, 

### Desarrollo de la planta física en el Antillean College
El desarrollo físico espacial del campus ha sido una prioridad constante desde que se obtuvo la licencia para operar el Colegio en Mayagüez. Cuando comenzó el Antilian College se construyó un salón en los altos de la cafetería que sirvió como biblioteca. Durante los años 1963 y 1964 se le hicieron varias ampliaciones. La colección inicial contaba con 845 publicaciones, para el 1965 contaba con 8158 y para el 1967 la cantidad había subido a 11,101, siendo la de mayor cantidad de publicaciones entre todos los colegios de la División Interamericana. En 1977, respondiendo a las demandas de una nueva biblioteca, se acordó construir un edificio de tres niveles. Esta proporcionaría espacio para más de 100,000 libros, con capacidad para 270 alumnos sentados, además de un área audiovisual. Esta moderna facilidad fue inaugurada el 20 de agosto de 1979. 
En el 1971 se completó la construcción del gimnasio-auditorio, con capacidad para 1,100 personas sentadas. En el 1974 se expandió el segundo nivel del Edificio Central para ampliar el salón de actos, que también se utiliza como Capilla para los servicios regulares de la Iglesia. Esta expansión permitió construir los nuevos laboratorios para el Departamento de Ciencias, así como habilitar oficinas para los profesores. 
Con el avance de las ciencias y la tecnología se hizo necesario construir nuevos edificios para elevar el campus al nivel de las instituciones de educación superior en Puerto Rico. Durante el ciclo de 2005-2010 se construyó y habilitó el Edificio Benjamín Pérez Soto, de dos niveles, donde se ubican los salones, laboratorios y oficinas de ciencias e idiomas; así como los equipos y personal del Departamento de Servicios Técnicos e Información. La inversión total sobrepasó los cuatro millones de dólares. Gracias a la obtención de la segunda gran propuesta, se logró construir y habilitar un anexo al Edificio Dennis Soto, donde se ubica la biblioteca. Este edificio de dos niveles se convirtió en el Centro de Recursos para Estudios Graduados de Educación (CREG). La inversión superó los dos millones y medio de dólares. Durante el ciclo que inició en 2016 se logró competir y ganar una tercera propuesta federal que permite la construcción y desarrollo del Centro de Simulaciones Clínicas para Ciencias de la Salud. Este centro funcionará como un hospital donde se simulan los procedimientos clínicos con robots de alta fidelidad que hacen el lugar de pacientes. La inversión proyectada asciende a casi tres millones de dólares.

## Cambio de nombre oficial
La Universidad Adventista de las Antillas celebró 60 años de fundada en una ceremonia de nueva marca el miércoles, 17 de noviembre de 2021 donde presentó su nuevo nombre oficial: Antillean University (Universidad Antillana).

## Apoyo de los exalumnos

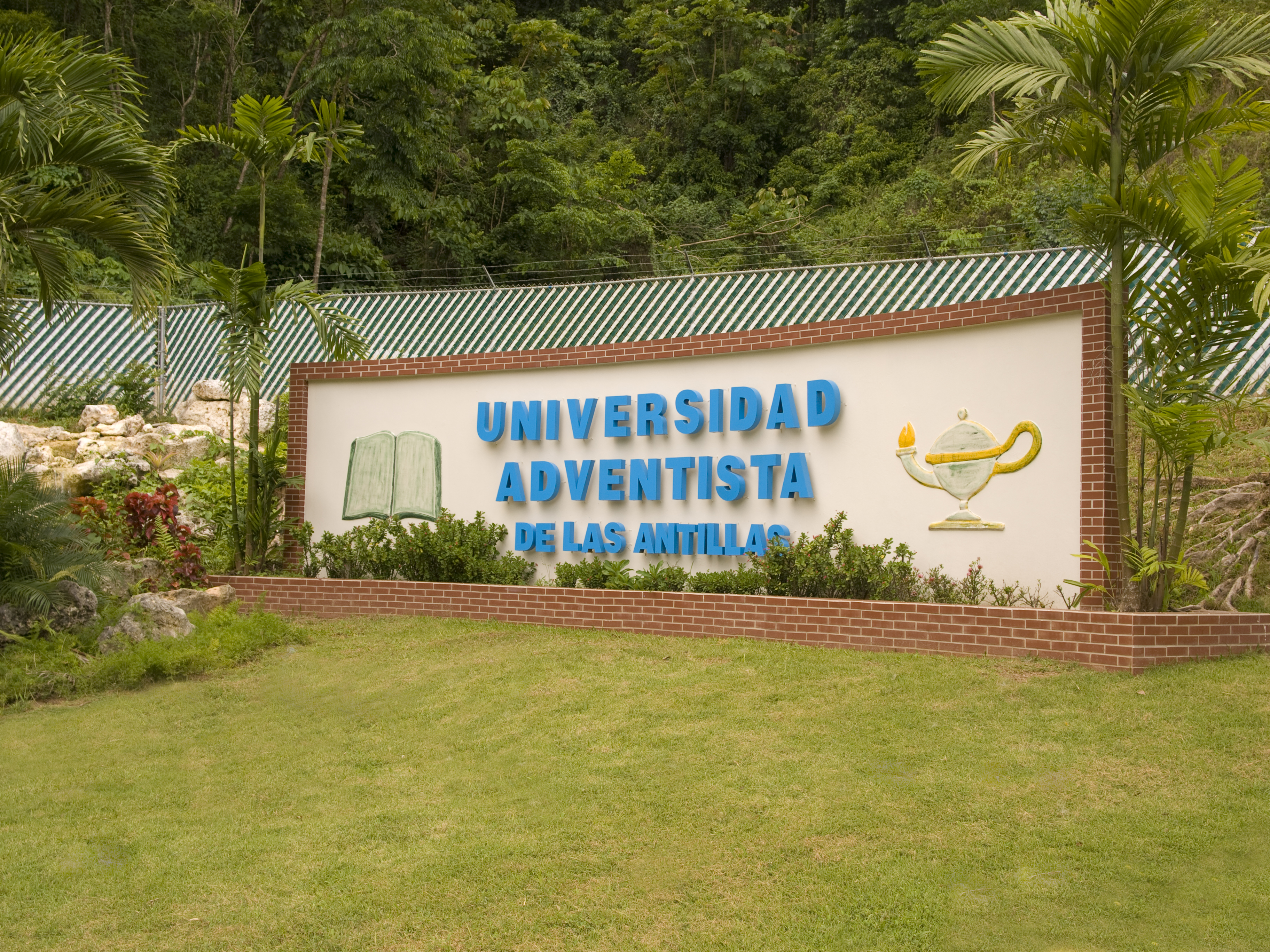
Rótulo mural de la UAA, ubicado en los predios del antiguo Colegio Adventista Puertorriqueño.

Los egresados y exalumnos (del CAP, del AC y de la UAA) son una parte vital en el desarrollo de la institución. Cada año, desde 1968, la Asociación de Exalumnos tiene su actividad cumbre de “Retorno al hogar”. Vienen de cerca y de lejos a reencontrarse con sus amigos, colegas, compañeros, profesores y lugares memorables. Muchos de ellos envían sus donativos para que se concedan becas a estudiantes talentosos, para costear la comida en la cafetería de los menos pudientes, para la compra de equipos y para la construcción de nuevas facilidades.
Entre los proyectos patrocinados por los exalumnos se destaca la construcción del área recreativa, donde se ubica la piscina semi-olímpica, las canchas de tenis y baloncesto. Este proyecto se desarrolló desde enero de 1987 hasta junio de 1990. La Fundación Ángel Ramos contribuyó con una donación de $20,000 para terminar las dos canchas.

## Facultades y Oferta académica
| Departamentos y Escuelas                       | Programas                 | Grados      | Concentraciones |
| ---------------------------------------------- | ------------------------- | ----------- | --- |
| Departamento de Ciencias Empresariales         | Administración Comercial  | AS          | Asociado en Ciencias en Administración Comercial (Contabilidad) |
| Departamento de Ciencias Empresariales         | Administración Comercial  | BA          | Bachiller en Artes en Administración Comercial |
| Departamento de Ciencias Empresariales         | Administración Comercial  | BS          | Bachiller en Ciencias en Administración Comercial (Contabilidad y Gerencia) |
| Departamento de Ciencias Empresariales         | Administración de Oficina | AS          | Asociado en Ciencias en Administración de Oficina (Secretaria Oficinista y Secretaria Contable) |
| Departamento de Ciencias Empresariales         | Administración de Oficina | BS          | Bachiller en Ciencias en Administración de Oficina (Secretaria Administrativa) |
| Departamento de Ciencias y Tecnología          | Biología                  | BA          | Bachiller en Artes en Biología |
| Departamento de Ciencias y Tecnología          | Biología                  | BS          | Bachiller en Ciencias en Biología |
| Departamento de Ciencias y Tecnología          | Ciencias en Computadoras  | AS          | Asociado en Ciencias en Ciencias de Computadoras |
| Departamento de Ciencias y Tecnología          | Ciencias en Computadoras  | BS          | Bachiller en Ciencias en Ciencias de Computadoras |
| Departamento de Ciencias y Tecnología          | Ciencias en Computadoras  | BS          | Bachiller en Ciencias en Sistemas Computadorizados en Información |
| Escuela de Educación, Humanidades y Psicología | Educación                 | Certificado | Menor en Educación (Programa de Preparación de Maestros) |
| Escuela de Educación, Humanidades y Psicología | Educación                 | BA          | Bachiller en Artes en Educación Elemental (K-6) - Nivel Primario K-3 - Nivel Primario 4-6 - Enseñanza de Inglés como Segundo Idioma (nivel primario) |
| Escuela de Educación, Humanidades y Psicología | Educación                 | BA          | Bachiller en Artes en Educación Secundaria (7-12) - Biología (nivel secundario) - Español (nivel secundario) - Historia (nivel secundario) - Inglés (nivel secundario) - Matemáticas (nivel secundario) - Religión (nivel secundario) |
| Escuela de Educación, Humanidades y Psicología | Educación                 | BA          | Bachiller en Artes en Educación Especial (K-12) |
| Escuela de Educación, Humanidades y Psicología | Educación                 | BA          | Bachiller en Artes en Educación Física (K-12) |
| Escuela de Educación, Humanidades y Psicología | Educación                 | MA          | Maestría en Artes en Currículo e Instrucción - Nivel Elemental - Biología (nivel secundario) - Español (nivel secundario) - Historia (nivel secundario) - Educación Especial (K-12) - Enseñanza de Inglés como Segundo Idioma (nivel elemental) - Enseñanza de Inglés como Segundo Idioma (nivel secundario) - Salud Escolar y la Comunidad (nivel secundario) |
| Escuela de Educación, Humanidades y Psicología | Educación                 | MA          | Maestría en Artes en Administración y Supervisión Escolar |
| Escuela de Educación, Humanidades y Psicología | Psicología                | BA          | Bachiller en Artes en Psicología |
| Escuela de Educación, Humanidades y Psicología | Humanidades               | Certificado | Menor en Español |
| Escuela de Educación, Humanidades y Psicología | Humanidades               | Certificado | Menor en Inglés como Segundo Idioma |
| Escuela de Educación, Humanidades y Psicología | Humanidades               | Certificado | Menor en Historia |
| Escuela de Educación, Humanidades y Psicología | Humanidades               | BA          | Bachiller en Artes en Historia |
| Escuela de Ciencias de la Salud                | Enfermería                | ASN         | Asociado en Ciencias en Enfermería |
| Escuela de Ciencias de la Salud                | Enfermería                | BSN         | Bachiller en Ciencias en Enfermería |
| Escuela de Ciencias de la Salud                | Enfermería                | RN/BSN      | Bachiller en Ciencias en Enfermería para Enfermeros Registrados |
| Escuela de Ciencias de la Salud                | Enfermería                | MSN         | Maestría en Ciencias en Enfermería (Cuidado Crítico, Cuidado de Personas de Edad Avanzada, Anestesia) |
| Escuela de Ciencias de la Salud                | Terapia Respiratoria      | AS          | Asociado en Ciencias en Terapia Respiratoria |
| Escuela de Ciencias de la Salud                | Terapia Respiratoria      | BS          | Bachiller en Ciencias en Ciencias Cardiopulmonares |
| Departamento de Religión y Música              | Teología                  | Certificado | Menor en Religión |
| Departamento de Religión y Música              | Teología                  | AA          | Asociado en Artes en Religión |
| Departamento de Religión y Música              | Teología                  | BA          | Bachiller en Artes en Teología Bíblica-Pastoral |
| Departamento de Religión y Música              |                           | MA          | Maestría en Artes en Teología Bíblica Pastoral (Conferido por el Seminario Teológico Adventista Interamericano y la UAA) |
| Departamento de Religión y Música              | Música                    | Certificado | Menor en Música |

## Programas académicos
A continuación se presentan los programas académicos que se fueron desarrollando y los años en que se iniciaron: 
- BA Obrero Bíblico-Ministerial en 1963.
- BA Español, BA Historia, BA Biología y AA Educación Primaria (Union College) en 1964.
- BA Matemáticas y BA Educación Elemental en 1965.
- BA Administración Comercial y BA Química en 1966.
- AS Enfermería (con Hospital Bella Vista) y BA Teología en 1967.
- BA Inglés y BS Secretarial en 1968.
- BS Contabilidad, BS Matemática Física y AA Artes Industriales en 1971.
- BS Ciencias Generales y AA Enfermería en 1973.
- Los programas pre-profesionales en Odontología y Medicina en 1979.
- El programa pre-profesional en Ingeniería en 1980.
- BA Música y BS Enfermería en 1981.
- BS Computadoras en 1984.
- BA Enseñanza de la Música y AS Computadoras en 1986.
- MA en Educación en 1988.
- AS Terapia Respiratoria y AS Record Médico en 1991.
- AS Tecnología Información de la Salud en 1995.
- BS Cardiopulmonar en 1998.
- Programa pre-profesional en Terapia Física en 2001.
- BA Psicología en 2007.
- BA Educación Especial en 2009.
- MS Enfermería en 2010.
- Certificaciones PostBachillerato en Educación en 2012.
- MSN Anestesia en 2015.
- MA Educación Especial en 2016,
- MA Educación Bilingüe en 2017.

(AA=Associate of Arts / Grado Asociado en Artes) (AS=Associate of Science / Grado Asociado en Ciencias) (BA=Bachelor of Arts / Bachillerato en Artes) (BS=Bachelor of Science / Bachillerato en Ciencias) (BSN=Bachelor of Science in Nursing / Bachillerato en Ciencias de la Enfermería) (MA=Master of Arts / Maestría en Artes) (MS=Master of Science / Maestría en Ciencias) (MSN=Master of Science in Nursing / Maestría en Ciencias de la Enfermería) (RN=Registered Nurse=Enfermero Registrado)